# Francesco Rosaspina

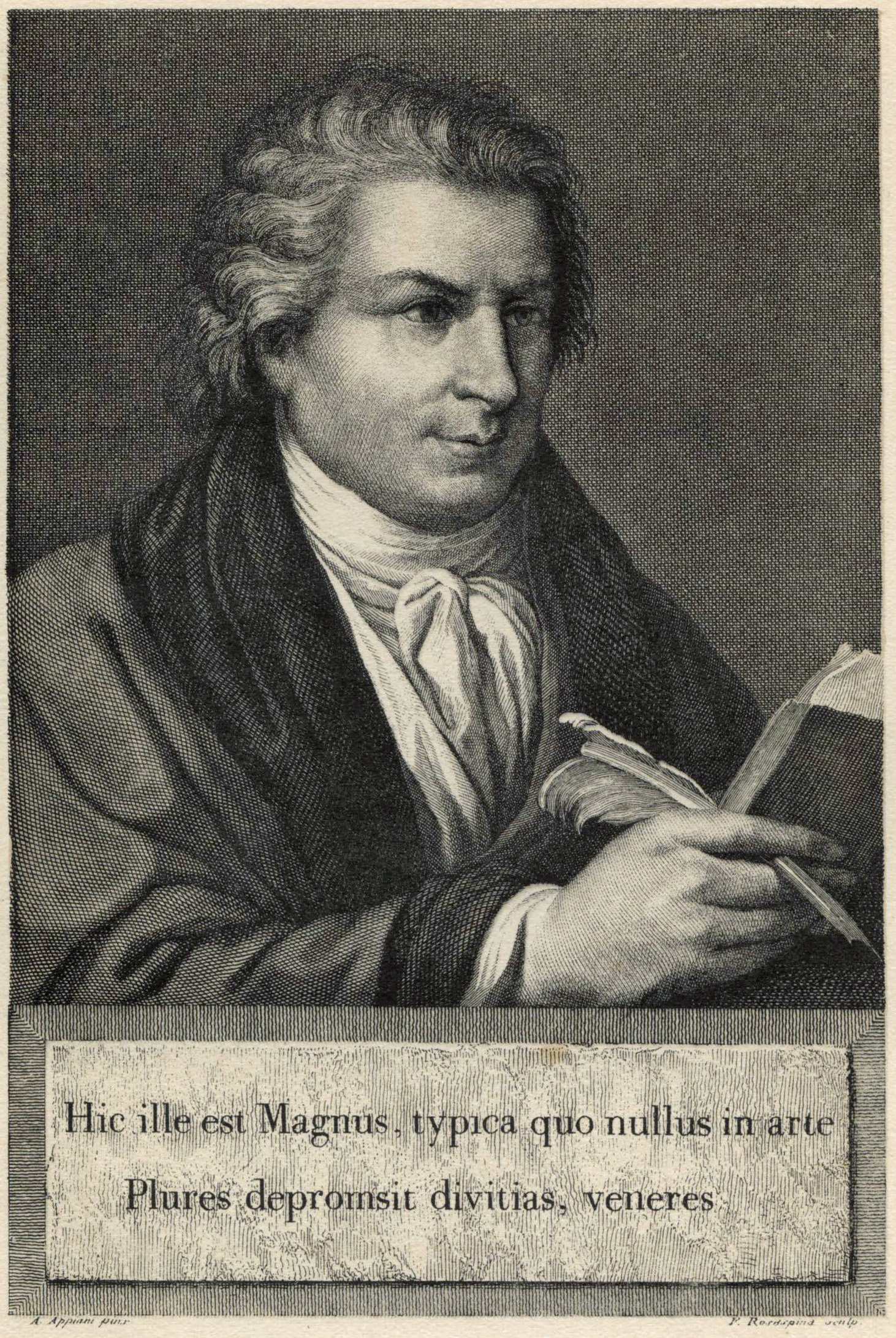
Francesco Rosaspina
Ritratto di Giovan Battista Bodoni, 1815
acquaforte e bulino, 18X12 cm, dal dipinto di Andrea Appiani

Francesco Rosaspina (Montescudo, 2 gennaio 1762 – Bologna, 2 settembre 1841) è stato un incisore italiano.

## Biografia
Figlio di Giambattista, prima governatore e poi notaio, e di Luigia de Bonis, nacque a Montescudo, un borgo nei dintorni di Rimini, e si trasferì nel 1768 a Bologna, dove il padre fu inviato come notaio del tribunale criminale. Francesco Rosaspina ebbe occasione di accedere a collezioni d'arte in mano a privati. A quel tempo l'incisione era il mezzo più efficace di riproduzione e di diffusione delle immagini di celebri pitture. Rosaspina dedicò la sua attenzione a dipinti del Parmigianino e del Correggio, di pittori del Seicento bolognese, di Andrea Appiani e di pittori settecenteschi europei. Durante la sua carriera artistica incise più di mille lastre. La sua incisione su rame La morte di Alcesti è del 1790. Pubblicò La Pinacoteca, una raccolta di 72 incisioni, conservate nella Pinacoteca di Bologna.
Fu docente all'Accademia Clementina e ne diresse lo Studio calcografico. È stato amico di Andrea Appiani e di Giovanni Battista Bodoni. 
Morì nella sua villa di Quarto di Sopra presso Bologna il 2 settembre 1841 presumibilmente per un attacco cardiaco; i funerali si svolsero presso la chiesa di Santa maria Maddalena. Fonti documentarie manoscritte sono conservate all'Archivio Piancastelli della Biblioteca comunale Aurelio Saffi di Forlì (Carte Romagna), all'Archiginnasio di Bologna (Collezione Paleotti) e alla Biblioteca Palatina di Parma (Fondo Bodoni). Il suo paese natale gli ha dedicato un teatro e una scuola elementare/media.